# Mladen Ramljak
Mladen Ramljak (1. července 1945, Záhřeb – 13. září 1978, Novska) byl jugoslávský fotbalista, chorvatské národnosti, obránce. Zemřel při dopravní nehodě u obce Novska.

## Fotbalová kariéra
V jugoslávské lize hrál za GNK Dinamo Záhřeb, nastoupil ve 263 ligových utkáních a dal 4 góly. Dále hrál v nizozemské lize za Feyenoord, nastoupil v 68 ligových utkáních, dal 1 gól a v roce 1974 získal s týmem mistrovský titul. Po třech sezónách ve Feyenoordu přestoupil do týmu AZ Alkmaar, za který ale kvůli zranění nikdy nenastoupil. V Poháru mistrů evropských zemí nastoupil ve 2 utkáních, v Poháru vítězů pohárů v 17 utkáních a dal 1 gól, v Poháru UEFA nastoupil v 10 utkáních a ve Veletržním poháru nastoupil v 19 utkáních. Za reprezentaci Jugoslávie nastoupil v letech 1966-1972 ve 13 utkáních a dal 2 góly. Byl členem stříbrné jugoslávské reprezentace na Mistrovství Evropy ve fotbale 1968, ale v utkání nenastoupil.

## Ligová bilance
| Ročník                          | Zápasy | Góly | Klub              |
| ------------------------------- | ------ | ---- | ----------------- |
| Jugoslávská Prva liga 1962/1963 | 4      | 0    | GNK Dinamo Záhřeb |
| Jugoslávská Prva liga 1963/1964 | 10     | 1    | GNK Dinamo Záhřeb |
| Jugoslávská Prva liga 1964/1965 | 27     | 0    | GNK Dinamo Záhřeb |
| Jugoslávská Prva liga 1965/1966 | 27     | 0    | GNK Dinamo Záhřeb |
| Jugoslávská Prva liga 1966/1967 | 21     | 0    | GNK Dinamo Záhřeb |
| Jugoslávská Prva liga 1967/1968 | 30     | 0    | GNK Dinamo Záhřeb |
| Jugoslávská Prva liga 1968/1969 | 34     | 0    | GNK Dinamo Záhřeb |
| Jugoslávská Prva liga 1969/1970 | 28     | 1    | GNK Dinamo Záhřeb |
| Jugoslávská Prva liga 1970/1971 | 34     | 0    | GNK Dinamo Záhřeb |
| Jugoslávská Prva liga 1971/1972 | 24     | 1    | GNK Dinamo Záhřeb |
| Jugoslávská Prva liga 1972/1973 | 10     | 0    | GNK Dinamo Záhřeb |
| Jugoslávská Prva liga 1973/1974 | 16     | 1    | GNK Dinamo Záhřeb |
| 1. nizozemská liga 1973/1974    | 19     | 1    | Feyenoord         |
| 1. nizozemská liga 1974/1975    | 20     | 0    | Feyenoord         |
| 1. nizozemská liga 1975/1976    | 21     | 0    | Feyenoord         |
| 1. nizozemská liga 1976/1977    | 80     | 0    | Feyenoord         |
| CELKEM 1. jugoslávská liga      | 263    | 4    |                   |
| CELKEM 1. nizozemská liga       | 68     | 1    |                   |